# Thumbelina's One Night Stand
Thumbelina's One Night Stand es el título  del tercer álbum de Melissa McClelland. Fue estrenado en 2006 en Canadá por Orange Record Label

## Intérpretes
- Melissa McClelland: vocal, voces de apoyo, guitarras
- Luke Doucet: guitarras, ambiente, wurlitizers, rhodes, voces de apoyo, piano, pedal de acero, percusión, órgano de bomba, armónica
- Rick May: bajos eléctricos y acústicos, chamberlain, melotrón, ambiente, órgano
- Paul Brennan: tambores y percusión
- Janine Stoll, Lisa Winn, Katie McClelland, Chris Sheenan-Dyck: voces de apoyo

## Lista de canciones
1. "Passenger 24"
2. "Iroquois Street Factory"
3. "Solitary Life"
4. "A Price To Pay"
5. " You Know I Love You Baby"
6. "The Taxi Ride"
7. "Intermission"
8. "Go Down Matthew"
9. "Goodbye To You"
10. "Skyway Bridge"
11. "Come Home, Suzie"
12. "Dayton, Ohio 1903"
13. "Oh, Love!"
14. "Whisper (mezcla de Jeff Trott)" - Canción bonus
15. "You Know I Love You Baby (mezcla de Jeff Trott)" - Canción bonus
16. "Outro"

- Todas las  canciones fueron escritas por Melissa McClelland, excepto la pista 15 (por Ali Bartlett) y la pista 12 (por Randy Newman)
- Chloe Doucet-Winkelman actúa como vocal en "Oh Love!"
- Greg Keelor actúa como vocal en "Skyway Bridge"
- Sarah McLachlan actúa como vocal en "Go Down Matthew"

- Datos: Q7798823